# Moldenhawera cuprea
Moldenhawera cuprea là một loài thực vật có hoa trong họ Đậu. Loài này được Pohl miêu tả khoa học đầu tiên.